# Henryk Ogonowski
Henryk Ogonowski herbu Ogończyk (ur. 10 lub 14 grudnia 1880 we Lwowie, zm. 7 grudnia 1955) – polski nauczyciel.

## Życiorys
Urodził się 10 lub 14 grudnia 1880 we Lwowie. W okresie zaboru austriackiego w ramach autonomii galicyjskiej podjął pracę nauczyciela od 23 września 1906. Reskryptem C. K. Rady Szkolnej Krajowej z 22 września 1906 jako kandydat stanu nauczycielskiego został mianowany zastępcą nauczyciela w C. K. Gimnazjum Męskim w Sanoku. W szkole uczył języka greckiego, języka polskiego, języka łacińskiego. W drugim półroczu roku szkolnego 1910/1911 przebywał na urlopie. Po powrocie od roku szkolnego 1911/1912 był także zawiadowcą polskiej biblioteki uczniowskiej, a od roku 1912/1913 był c. k. nauczycielem. Rozporządzeniem C. K. Rady Szkolnej Krajowej z 2 czerwca 1914 został zatwierdzony w zawodzie nauczycielskim jako rzeczywisty nauczyciel i otrzymał tytuł c. k. profesora. Od początku pobytu w Sanoku był członkiem sanockiego gniazda Polskiego Towarzystwa Gimnastycznego „Sokół” (1912). Pełnił funkcję sekretarza związku okręgowego Towarzystwa Szkoły Ludowej w Sanoku.
Po wybuchu I wojny światowej od 20 września 1914 wraz z bliskimi przebywał w Dornbirn. Tam był działaczem Komitetu Wychodźczego, zaś w ramach Centralnego Komitetu Wychodźczego dla Przedarulanii z siedzibą w Bregencji wspólnie z prof. Władysławem Traunfellnerem zebrał 41 uczniów i organizował dla nich kształcenie gimnazjalne na zasadzie lekcji o charakterze prywatnym. Od roku szkolnego 1915/1916 ponownie uczył w sanockim gimnazjum. Na początku września 1919 decyzją Ministra Wyznań Religijnych i Oświecenia otrzymał VIII klasę rangi w zawodzie. Po nastaniu II Rzeczypospolitej uczył w sanockim gimnazjum w pierwszym roku szkolnym 1918/1919, po czym rozporządzeniem Rady Szkolnej Krajowej z 13 września 1919 został zwolniony z etatu celem objęcia obowiązków nauczycielskich w Wielkopolsce. Tuż po odzyskaniu przez Polskę niepodległości znalazł się w grupie kilku sprawdzonych profesorów sanockiego gimnazjum, których skierowano do pracy w polskich szkołach na obszarze byłego zaboru pruskiego.
Ze stanowiska profesora w Państwowego Gimnazjum w Inowrocławiu z dniem 1 kwietnia 1920 został przeniesiony na stanowisko dyrektora w Państwowego Gimnazjum Męskiego im. Generała Józefa Wybickiego w Śremie. Od tego czasu szkoła ta przybrała wyłącznie polski charakter. W tej szkole uczył języka łacińskiego, języka greckiego, języka polskiego. Był delegatem do Rady Szkolnej Powiatowej. Stanowisko dyrektora pełnił do 31 grudnia 1922, po czym został zwolniony celem objęcia funkcji wizytatora w Okręgu Szkolnym Białostockim, po czym na własną prośbę został zwolniony z dniem 30 kwietnia 1923 z poleceniem powrotu na posadę dyrektora Gimnazjum w Śremie. Stanowisko dyrektora pełnił w kolejnych latach 20. i 30.. Wszedł w skład komitetu organizacyjnego zjazd gimnazjum w Śremie w dniach 4-5 września 1922. 19 listopada 1931 odbyła się w śremskim gimnazjum uroczystość z okazji jubileuszu 25-lecia pracy pedagogicznej Henryka Ogonowskiego. Należał do społecznego komitetu Powszechnych Wykładów Uniwersyteckich, współpracował z zarządem głównym Powszechnych Wykładów Uniwersytetu Poznańskiego. Dzięki jego inicjatywie i staraniom w 1928 (w trakcie roku szkolnego 1927/1928) została założona w gimnazjum uczniowska orkiestra dęta, zorganizowana przez Stanisława Ciesielskiego (późniejszego dyrygenta), która stała się jedną z czołowych w kraju.
Po zakończeniu II wojny światowej powrócił do Śremu. W 1945 otrzymał przechowywany w latach wojny sztandar szkoły. Kierował gimnazjum w Śremie do 1947. Zmarł 7 grudnia 1955. Został pochowany na cmentarzu parafialnym przy kościele Najświętszej Marii Panny Wniebowziętej w Śremie.
Miał syna Zbigniewa (ur. 1910), córkę Marię (ur. 1912, nauczycielka)
Osobę Henryka Ogonowskiego przywoływał pozytywnie w swoich wspomnieniach z gimnazjum w Sanoku Jan Ciałowicz w 1958.

## Odznaczenia
austro-węgierskie
- Medal Jubileuszowy Pamiątkowy dla Cywilnych Funkcjonariuszów Państwowych (przed 1914)[55]
- Krzyż Jubileuszowy dla Cywilnych Funkcjonariuszów Państwowych (przed 1914)[55]